# Liste der Nummer-eins-Hits in Neuseeland (2002)
Dies ist eine Liste der Nummer-eins-Hits in Neuseeland im Jahr 2002. Sie basiert auf den offiziellen Single und Albums Top 40, die im Auftrag von Recorded Music NZ, dem neuseeländischen Vertreter der IFPI, ermittelt werden. Es gab in diesem Jahr 16 Nummer-eins-Singles und 26 Nummer-eins-Alben.

## Singles
| ← 2001 ← | Liste der Nummer-eins-Hits in Neuseeland | Liste der Nummer-eins-Hits in Neuseeland | Liste der Nummer-eins-Hits in Neuseeland | 2003 →                    |
| \| Zeitraum \| Wo. ges. \| Interpret \| Titel Autor(en) \| Zusätzliche Informationen \| \| (Zeitraum, Wochen auf Platz eins, Interpret, Titel, Autor[en], zusätzliche Informationen) \| \| \| \| \| \| ----------------------------------------------------------------------------------------- \| -------- \| ------------------------------- \| ---------------------------------- \| ------------------------- \| \| 23. Dezember 2001 – 19. Januar 2002 4 Wochen \| 4 \| Robbie Williams & Nicole Kidman \| Somethin’ Stupid \| – \| \| 20. Januar 2002 – 9. Februar 2002 3 Wochen \| 3 \| Pink \| Get the Party Started \| – \| \| 10. Februar 2002 – 9. März 2002 4 Wochen (insgesamt 8) \| 8 \| Shakira \| Whenever, Wherever \| – \| \| 10. März 2002 – 16. März 2002 1 Woche \| 1 \| Alex Lloyd \| Amazing \| – \| \| 17. März 2002 – 13. April 2002 4 Wochen (insgesamt 8) \| 8 \| Shakira \| Whenever, Wherever \| – \| \| 14. April 2002 – 20. April 2002 1 Woche \| 1 \| Alanis Morissette \| Hands Clean \| – \| \| 21. April 2002 – 27. April 2002 1 Woche \| 1 \| Darren Hayes \| Insatiable \| – \| \| 28. April 2002 – 4. Mai 2002 1 Woche \| 1 \| The Calling \| Wherever You Will Go \| – \| \| 5. Mai 2002 – 11. Mai 2002 1 Woche (insgesamt 2) \| 2 \| Pink \| Don’t Let Me Get Me \| – \| \| 12. Mai 2002 – 18. Mai 2002 1 Woche \| 1 \| Goodshirt \| Sophie \| – \| \| 19. Mai 2002 – 25. Mai 2002 1 Woche (insgesamt 2) \| 2 \| Pink \| Don’t Let Me Get Me \| – \| \| 26. Mai 2002 – 1. Juni 2002 1 Woche \| 1 \| Wolverines \| 65 Roses \| – \| \| 2. Juni 2002 – 20. Juli 2002 7 Wochen \| 7 \| Eminem \| Without Me \| – \| \| 21. Juli 2002 – 10. August 2002 3 Wochen \| 3 \| Elvis vs. JXL \| A Little Less Conversation \| – \| \| 11. August 2002 – 17. August 2002 1 Woche \| 1 \| Wyclef Jean \| Two Wrongs \| – \| \| 16. August 2002 – 19. Oktober 2002 9 Wochen \| 9 \| Avril Lavigne \| Complicated \| – \| \| 20. Oktober 2002 – 16. November 2002 4 Wochen \| 4 \| Atomic Kitten \| The Tide Is High (Get the Feeling) \| – \| \| 17. November 2002 – 25. Januar 2003 10 Wochen \| 10 \| Las Ketchup \| The Ketchup Song (Aserejé) \| – \| |                                          |                                          |                                          |                           |
| ← 2001 |                                          |                                          |                                          | → 2003 →                  |
| Zeitraum | Wo. ges.                                 | Interpret                                | Titel Autor(en)                          | Zusätzliche Informationen |
| (Zeitraum, Wochen auf Platz eins, Interpret, Titel, Autor[en], zusätzliche Informationen) |                                          |                                          |                                          |                           |
| 23. Dezember 2001 – 19. Januar 2002 4 Wochen | 4                                        | Robbie Williams & Nicole Kidman          | Somethin’ Stupid                         | –                         |
| 20. Januar 2002 – 9. Februar 2002 3 Wochen | 3                                        | Pink                                     | Get the Party Started                    | –                         |
| 10. Februar 2002 – 9. März 2002 4 Wochen (insgesamt 8) | 8                                        | Shakira                                  | Whenever, Wherever                       | –                         |
| 10. März 2002 – 16. März 2002 1 Woche | 1                                        | Alex Lloyd                               | Amazing                                  | –                         |
| 17. März 2002 – 13. April 2002 4 Wochen (insgesamt 8) | 8                                        | Shakira                                  | Whenever, Wherever                       | –                         |
| 14. April 2002 – 20. April 2002 1 Woche | 1                                        | Alanis Morissette                        | Hands Clean                              | –                         |
| 21. April 2002 – 27. April 2002 1 Woche | 1                                        | Darren Hayes                             | Insatiable                               | –                         |
| 28. April 2002 – 4. Mai 2002 1 Woche | 1                                        | The Calling                              | Wherever You Will Go                     | –                         |
| 5. Mai 2002 – 11. Mai 2002 1 Woche (insgesamt 2) | 2                                        | Pink                                     | Don’t Let Me Get Me                      | –                         |
| 12. Mai 2002 – 18. Mai 2002 1 Woche | 1                                        | Goodshirt                                | Sophie                                   | –                         |
| 19. Mai 2002 – 25. Mai 2002 1 Woche (insgesamt 2) | 2                                        | Pink                                     | Don’t Let Me Get Me                      | –                         |
| 26. Mai 2002 – 1. Juni 2002 1 Woche | 1                                        | Wolverines                               | 65 Roses                                 | –                         |
| 2. Juni 2002 – 20. Juli 2002 7 Wochen | 7                                        | Eminem                                   | Without Me                               | –                         |
| 21. Juli 2002 – 10. August 2002 3 Wochen | 3                                        | Elvis vs. JXL                            | A Little Less Conversation               | –                         |
| 11. August 2002 – 17. August 2002 1 Woche | 1                                        | Wyclef Jean                              | Two Wrongs                               | –                         |
| 16. August 2002 – 19. Oktober 2002 9 Wochen | 9                                        | Avril Lavigne                            | Complicated                              | –                         |
| 20. Oktober 2002 – 16. November 2002 4 Wochen | 4                                        | Atomic Kitten                            | The Tide Is High (Get the Feeling)       | –                         |
| 17. November 2002 – 25. Januar 2003 10 Wochen | 10                                       | Las Ketchup                              | The Ketchup Song (Aserejé)               | –                         |

## Alben
| ← 2001 ← | Liste der Nummer-eins-Hits in Neuseeland | Liste der Nummer-eins-Hits in Neuseeland | Liste der Nummer-eins-Hits in Neuseeland | 2003 →                    |
| \| Zeitraum \| Wo. ges. \| Interpret \| Titel \| Zusätzliche Informationen \| \| (Zeitraum, Wochen auf Platz eins, Interpret, Titel, zusätzliche Informationen) \| \| \| \| \| \| ------------------------------------------------------------------------------ \| -------- \| --------------------- \| --------------------------------- \| ------------------------- \| \| 23. Dezember 2001 – 19. Januar 2002 4 Wochen (insgesamt 7) \| 7 \| Robbie Williams \| Swing When You’re Winning \| – \| \| 20. Januar 2002 – 26. Januar 2002 1 Woche (insgesamt 2) \| 2 \| Bee Gees \| Their Greatest Hits: The Record \| – \| \| 27. Januar 2002 – 2. Februar 2002 1 Woche \| 1 \| The Herbs \| Listen: The Very Best Of \| – \| \| 3. Februar 2002 – 9. Februar 2002 1 Woche \| 1 \| Nickelback \| Silver Side Up \| – \| \| 10. Februar 2002 – 16. Februar 2002 1 Woche \| 1 \| The Chemical Brothers \| Come with Us \| – \| \| 17. Februar 2002 – 2. März 2002 2 Wochen (insgesamt 3) \| 3 \| Russell Watson \| Encore – NZ Edition \| – \| \| 3. März 2002 – 9. März 2002 1 Woche \| 1 \| Groove Armada \| Goodbye Country (Hello Nightclub) \| – \| \| 10. März 2002 – 6. April 2002 4 Wochen \| 4 \| Ja Rule \| Pain Is Love \| – \| \| 7. April 2002 – 13. April 2002 1 Woche (insgesamt 6) \| 6 \| Céline Dion \| A New Day Has Come \| – \| \| 14. April 2002 – 20. April 2002 1 Woche (insgesamt 3) \| 3 \| Russell Watson \| Encore – NZ Edition \| – \| \| 21. April 2002 – 25. Mai 2002 5 Wochen (insgesamt 6) \| 6 \| Céline Dion \| A New Day Has Come \| – \| \| 26. Mai 2002 – 8. Juni 2002 2 Wochen \| 2 \| Moby \| 18 \| – \| \| 9. Juni 2002 – 13. Juli 2002 5 Wochen (insgesamt 6) \| 6 \| Eminem \| The Eminem Show \| – \| \| 14. Juli 2002 – 20. Juli 2002 1 Woche \| 1 \| Bic Runga \| Beautiful Collision \| – \| \| 21. Juli 2002 – 27. Juli 2002 1 Woche \| 1 \| Red Hot Chili Peppers \| By the Way \| – \| \| 28. Juli 2002 – 3. August 2002 1 Woche \| 1 \| Ronan Keating \| Destination \| – \| \| 4. August 2002 – 10. August 2002 1 Woche (insgesamt 6) \| 6 \| Eminem \| The Eminem Show \| – \| \| 11. August 2002 – 24. August 2002 2 Wochen \| 2 \| Norah Jones \| Come Away with Me \| – \| \| 25. August 2002 – 31. August 2002 1 Woche (insgesamt 4) \| 4 \| Little River Band \| Greatest Hits \| – \| \| 1. September 2002 – 7. September 2002 1 Woche \| 1 \| Pacifier \| Come Away with Me \| – \| \| 8. September 2002 – 28. September 2002 3 Wochen (insgesamt 4) \| 4 \| Little River Band \| Greatest Hits \| – \| \| 29. September 2002 – 5. Oktober 2002 1 Woche \| 1 \| Avril Lavigne \| Let Go \| – \| \| 6. Oktober 2002 – 19. Oktober 2002 2 Wochen \| 2 \| Elvis Presley \| ELV1S: 30 #1 Hits \| – \| \| 20. Oktober 2002 – 26. Oktober 2002 1 Woche \| 1 \| Disturbed \| Believe \| – \| \| 27. Oktober 2002 – 2. November 2002 1 Woche \| 1 \| The Rolling Stones \| Forty Licks \| – \| \| 3. November 2002 – 9. November 2002 1 Woche \| 1 \| The Datsuns \| The Datsuns \| – \| \| 10. November 2002 – 16. November 2002 1 Woche (insgesamt 2) \| 2 \| Blindspott \| Blindspott \| – \| \| 17. November 2002 – 7. Dezember 2002 3 Wochen (insgesamt 7) \| 7 \| U2 \| The Best of 1990–2000 \| – \| \| 8. Dezember 2002 – 14. Dezember 2002 1 Woche \| 1 \| Nesian Mystik \| Polysaturated \| – \| \| 15. Dezember 2002 – 21. Dezember 2002 1 Woche \| 1 \| Shania Twain \| Up! \| – \| \| 22. Dezember 2002 – 18. Januar 2003 4 Wochen (insgesamt 7) \| 7 \| U2 \| The Best of 1990–2000 \| – \| |                                          |                                          |                                          |                           |
| ← 2001 |                                          |                                          |                                          | → 2003 →                  |
| Zeitraum | Wo. ges.                                 | Interpret                                | Titel                                    | Zusätzliche Informationen |
| (Zeitraum, Wochen auf Platz eins, Interpret, Titel, zusätzliche Informationen) |                                          |                                          |                                          |                           |
| 23. Dezember 2001 – 19. Januar 2002 4 Wochen (insgesamt 7) | 7                                        | Robbie Williams                          | Swing When You’re Winning                | –                         |
| 20. Januar 2002 – 26. Januar 2002 1 Woche (insgesamt 2) | 2                                        | Bee Gees                                 | Their Greatest Hits: The Record          | –                         |
| 27. Januar 2002 – 2. Februar 2002 1 Woche | 1                                        | The Herbs                                | Listen: The Very Best Of                 | –                         |
| 3. Februar 2002 – 9. Februar 2002 1 Woche | 1                                        | Nickelback                               | Silver Side Up                           | –                         |
| 10. Februar 2002 – 16. Februar 2002 1 Woche | 1                                        | The Chemical Brothers                    | Come with Us                             | –                         |
| 17. Februar 2002 – 2. März 2002 2 Wochen (insgesamt 3) | 3                                        | Russell Watson                           | Encore – NZ Edition                      | –                         |
| 3. März 2002 – 9. März 2002 1 Woche | 1                                        | Groove Armada                            | Goodbye Country (Hello Nightclub)        | –                         |
| 10. März 2002 – 6. April 2002 4 Wochen | 4                                        | Ja Rule                                  | Pain Is Love                             | –                         |
| 7. April 2002 – 13. April 2002 1 Woche (insgesamt 6) | 6                                        | Céline Dion                              | A New Day Has Come                       | –                         |
| 14. April 2002 – 20. April 2002 1 Woche (insgesamt 3) | 3                                        | Russell Watson                           | Encore – NZ Edition                      | –                         |
| 21. April 2002 – 25. Mai 2002 5 Wochen (insgesamt 6) | 6                                        | Céline Dion                              | A New Day Has Come                       | –                         |
| 26. Mai 2002 – 8. Juni 2002 2 Wochen | 2                                        | Moby                                     | 18                                       | –                         |
| 9. Juni 2002 – 13. Juli 2002 5 Wochen (insgesamt 6) | 6                                        | Eminem                                   | The Eminem Show                          | –                         |
| 14. Juli 2002 – 20. Juli 2002 1 Woche | 1                                        | Bic Runga                                | Beautiful Collision                      | –                         |
| 21. Juli 2002 – 27. Juli 2002 1 Woche | 1                                        | Red Hot Chili Peppers                    | By the Way                               | –                         |
| 28. Juli 2002 – 3. August 2002 1 Woche | 1                                        | Ronan Keating                            | Destination                              | –                         |
| 4. August 2002 – 10. August 2002 1 Woche (insgesamt 6) | 6                                        | Eminem                                   | The Eminem Show                          | –                         |
| 11. August 2002 – 24. August 2002 2 Wochen | 2                                        | Norah Jones                              | Come Away with Me                        | –                         |
| 25. August 2002 – 31. August 2002 1 Woche (insgesamt 4) | 4                                        | Little River Band                        | Greatest Hits                            | –                         |
| 1. September 2002 – 7. September 2002 1 Woche | 1                                        | Pacifier                                 | Come Away with Me                        | –                         |
| 8. September 2002 – 28. September 2002 3 Wochen (insgesamt 4) | 4                                        | Little River Band                        | Greatest Hits                            | –                         |
| 29. September 2002 – 5. Oktober 2002 1 Woche | 1                                        | Avril Lavigne                            | Let Go                                   | –                         |
| 6. Oktober 2002 – 19. Oktober 2002 2 Wochen | 2                                        | Elvis Presley                            | ELV1S: 30 #1 Hits                        | –                         |
| 20. Oktober 2002 – 26. Oktober 2002 1 Woche | 1                                        | Disturbed                                | Believe                                  | –                         |
| 27. Oktober 2002 – 2. November 2002 1 Woche | 1                                        | The Rolling Stones                       | Forty Licks                              | –                         |
| 3. November 2002 – 9. November 2002 1 Woche | 1                                        | The Datsuns                              | The Datsuns                              | –                         |
| 10. November 2002 – 16. November 2002 1 Woche (insgesamt 2) | 2                                        | Blindspott                               | Blindspott                               | –                         |
| 17. November 2002 – 7. Dezember 2002 3 Wochen (insgesamt 7) | 7                                        | U2                                       | The Best of 1990–2000                    | –                         |
| 8. Dezember 2002 – 14. Dezember 2002 1 Woche | 1                                        | Nesian Mystik                            | Polysaturated                            | –                         |
| 15. Dezember 2002 – 21. Dezember 2002 1 Woche | 1                                        | Shania Twain                             | Up!                                      | –                         |
| 22. Dezember 2002 – 18. Januar 2003 4 Wochen (insgesamt 7) | 7                                        | U2                                       | The Best of 1990–2000                    | –                         |